# Walter von der Marwitz
Heinrich Hermann Karl Kreuzwendedich Walter von der Marwitz (* 24. September 1880 in Berlin; † März 1945 in Greifenberg in Pommern) war ein deutscher Rittergutsbesitzer und Verwaltungsjurist.

## Leben
Walter von der Marwitz stammte aus der uradligen Familie von der Marwitz und war Sohn des Generalmajors a. D. Oskar von der Marwitz (* 1848; † 1920) aus Rütznow, Kreis Greifenberg, Pommern, und der Elisabeth von Waldow und Reitzenstein (* 1855; † 1934), Tochter des Kammerherrn Karl von Waldow und Reitzenstein und der Elisabeth von Jacobs.
Nach dem Abitur studierte er an der Ruprecht-Karls-Universität Heidelberg Rechts- und Kameralwissenschaften. 1899 war er einer von neun nachmaligen Ritterguts- und Fideikommissbesitzern, die im Corps Saxo-Borussia Heidelberg recipiert wurden. Nach den Examen trat er in die innere Verwaltung Preußens. 1910 war er Regierungsassessor beim Amt Neuhaus. Im Ersten Weltkrieg diente er als Johanniter im Großen Hauptquartier. Er war Regierungsrat im Preußischen Ministerium für Landwirtschaft, Domänen und Forsten. Im Mai 1918 wurde er kommissarisch, am 1. November 1918 endgültig zum Landrat im Landkreis Stolp ernannt. Die Novemberrevolution überstand er nicht. Er wurde am 19. Januar 1919 abgelöst und vertretungsweise durch Friedrich Wilhelm Dombois ersetzt. 1919/20 folgte kommissarisch Theodor Kramer.
Walter von der Marwitz zog sich auf das ererbte 973 ha große Rittergut Rütznow bei Greifenberg i. Pom. zurück und bewirtschaftete dies mit dem Vorwerk Oskarshof. In der Schlacht um Ostpommern kam er beim Einmarsch der Roten Armee mit 65 Jahren ums Leben.
Verheiratet war er mit Oda geb. von Alvensleben. Mit ihr hatte er zwei Söhne und eine Tochter. Oda war die Tochter der Hildegard von Unger und des Gutsbesitzers Joachim von Alvenslben-Falkenberg. Oda lebte als Witwe in Südafrika.